# Cultura LGBT a New York

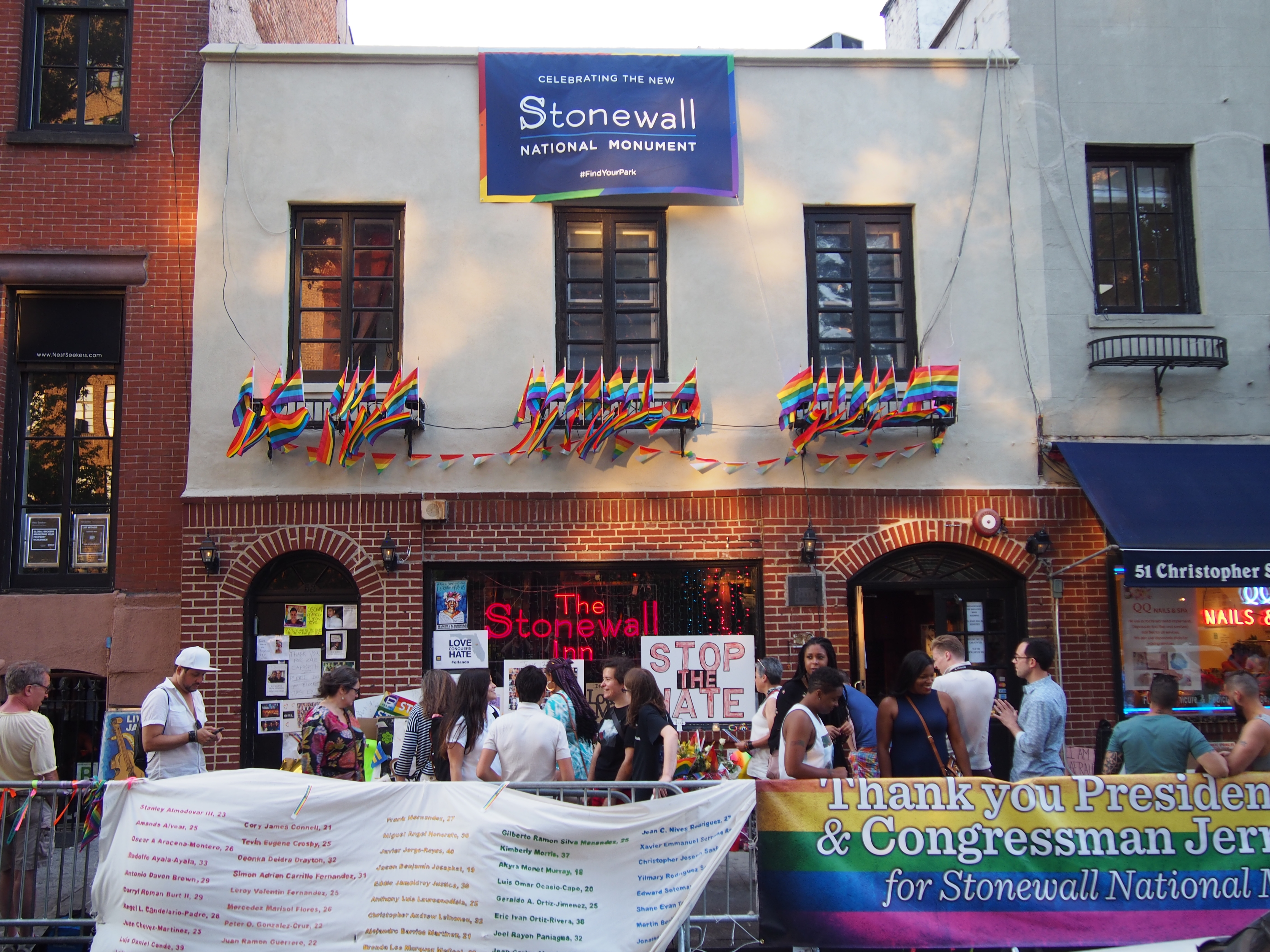
Lo Stonewall Inn nel villaggio gay del Greenwich Village a Manhattan, la culla del moderno movimento di liberazione omosessuale per i diritti LGBT.

New York City ha una delle più grandi ed importanti popolazioni LGBT di tutto il mondo. Brian Silverman, autore di Frommer's New York City from $90 a Day ha scritto che la città ospita "una delle più vaste, forti e potenti comunità LGBT del pianeta" e che "la cultura gay è tanto parte dell'identità di New York quanto lo sono i taxi gialli, i grattacieli e i teatri di Broadway".
Gli statunitensi LGBT di New York costituiscono una delle più grandi e significative comunità di auto-identificazione di lesbiche, gay, bisessuali e transgender uscite dai margini negli Stati Uniti d'America; i moti di Stonewall del 1969 avvenuti nel Greenwich Village sono ampiamente considerati come la genesi del moderno movimento per i diritti dei gay.
A partire dal 2005 New York è stata la sede di una cifra stimata in 272.493 gay che avevano fatto coming out e di bisessuali. L'area metropolitana di New York aveva una stima di residenti GLB consci della loro identità di genere pari a 568.903. Nel contempo la città è anche la sede della più vasta popolazione transgender presente negli States, stimata in 25 000 unità nel 2016.

## Storia

### Metropoli gay
Chales Kaiser, autore di The Gay Mtropolis:The Landmark History of Gay Life in America, ha scritto che nel periodo immediatamente successivo alla seconda guerra mondiale "New York ha cominciato col diventare la metropoli gay, prima per i letterati e poi per centinaia di migliaia d'immigrati provenienti da dentro e fuori gli Stati Uniti d'America: il luogo ove hanno scelto d'imparare a vivere apertamente, onestamente e senza vergogna.

### Stonewall Inn
Lo Stonewall Inn, situato ai numeri 51 e 53 di Christopher Street, insieme a molti altri locali della città era di proprietà di una famiglia criminale dei Genovese. Nel 1966 tre membri della mafia investirono 3.500 dollari per trasformare lo Stonewall Inn in un gay bar, dopo che era stato un ristorante e un night club per gli eterosessuali. Una volta alla settimana un agente di polizia raccoglieva le buste di denaro contante per chiudere un occhio sulla vendita di liquori di cui non aveva alcuna licenza.
Il locale non aveva neppure l'acqua corrente dietro il bancone e venivano utilizzate ad uopo grandi vasche d'acqua; non vi erano nemmeno uscite di sicurezza e i servizi igienicitrasbordavano costantemente. Anche se il bar non è stato usato per la prostituzione, la vendita di sostanze stupefacenti ed altre "vendite di cassa" avevano luogo; esso è stato per molto tempo l'unico bar per gli uomini gay di New York, dove era permesso il ballo. La danza era la sua attrazione principale fin dalla sua riapertura come club gay.
I visitatori dello Stonewall Inn nel 1969 venivano accolti da un buttafuori che li ispezionava attraverso uno spioncino della porta. L'età legale per poter bere era 18 anni e per evitare involontariamente inconvenienti si lasciava entrare la polizia sotto copertura, che veniva chiamata "Lily Law", "Alice Blue Gown", o "Betty Badge". I visitatori dovevano essere conosciuti dal portiere o essere accompagnati da altri gay.
Il biglietto d'ingresso durante il fine settimana è stato di 3 dollari, con il quale si ricevevano due tagliandi che potevano essere scambiati con due bevande. Chi ve ne usufruiva era tenuto a firmare con il proprio nome su di un'agenda per dimostrare che il bar era un club privato in cui si poteva bere, ma raramente esso veniva vergato con i veri nomi. C'erano due piste da ballo e l'interno era stato dipinto di nero, il che rendeva l'interno molto scuro, con pulsanti di luci a gel o luci nere (lampada di Wood). Se si avvistava la polizia venivano accese le luci bianche regolari, segnalando così che tutti dovevano smettere di ballare, toccarsi o bere.
Nella parte posteriore del bar vi era una stanza più piccola frequentata da "regine"; questo è stato uno dei due bar dove gli uomini effeminati che indossavano il trucco e che venivano presi in giro per i capelli (anche se vestiti in abiti maschili) potevano andare. Generalmente solamente pochi cultori del travestitismo o drag queen venivano autorizzati dai buttafuori ad entrare. I clienti erano per "il 98% di sesso maschile" ma raramente venivano anche le lesbiche. Molti giovani maschi adolescenti senzatetto, che dormivano nel vicino Christopher Park, cercavano spesso la maniera di poter entrare per vendere ai clienti varietà di drinks.
L'età della clientela era compresa tra i 18 e i 30 anni e il mix razziale era equamente distribuito tra i bianchi, gli afroamerticani e gli ispanici (latinos). A causa del suo vario mix di persone, la sua posizione e l'attrazione del ballo, Stonewall Inn era conosciuto da molti come "il bar gay in città".
Erano frequenti i raid della polizia nei bar frequentati da una clientela gay e questi si verificavano in media una volta al mese per ogni zona cittadina. Molti bar conservavano i liquori in pannelli segreti dietro al bar, o in auto, per agevolare il reinserimento del business il più rapidamente possibile se l'alcol veniva sequestrato. I gestori del bar venivano solitamente a sapere in anticipo delle incursioni della polizia grazie a soffiate e i raid avvenivano abbastanza presto la sera tanto da permettere l'inizio del lavoro dopo che la polizia aveva finito.
Durante un raid tipico le luci rimanevano accese, i clienti allineati e le loro carte d'identità controllate. Quelli privi di un'identificazione certa o vestiti da drag venivano generalmente arrestati, mentre gli altri erano autorizzati a lasciare il locale

## Demografia ed economia

### Densità abitativa
È stato stimato che New York sia divenuta col tempo la patria di oltre 270 000 persone gay e bisessuali che avevano compiuto coming out, superiore al numero di San Francisco e Los Angeles combinato assieme.
| Entità geografica              | Popolazione GLB | Densità di individui GLB per miglio quadrato | Percentuale individuale GLB nella popolazione generale |
| ------------------------------ | --------------- | -------------------------------------------- | ------------------------------------------------------ |
| New York                       | 272,493         | 894                                          | 4.5 (2005)                                             |
| Area metropolitana di New York | 568,903         | 84.7                                         | 4.0                                                    |

### Peso economico
La Lonely Planet Newyorkese ha scritto che, rispetto ai dati demografici, la popolazione LGBT della città possiede "uno dei più alti redditi disponibili" tra i professionisti, che comprendono tra gli altri medici, avvocati, ingegneri, scienziati, finanzieri e investitori e giornalisti, così come appartenenti all'industria del divertimento, al design della moda e tra gli agenti immobiliari. Viceversa la città è anche un'altamente popolare destinazione del turismo LGBT, corteggiato attivamente.

## Gay Village

### Manhattan
Chelsea (New York) a Manhattan è diventato col tempo uno dei punti focali di socializzazione gay. L'area di Christopher Street nella parte West Village del Greenwich Village è il centro storico della vita gay a New York e continua ad essere un centro culturale per l'esperienza LGBT. La zona di East Village/Lower East Side è anch'essa un Gay Village. Hell's Kitchen e Morningside Heights sono ulteriori quartieri di Manhattan che hanno sviluppato al proprio interno una significativa presenza LGBT. 

#### Greenwich Village
I quartieri di Manhattan, Greenwich Village e Harlem erano sede di una considerevole popolazione omosessuale appena dopo la prima guerra mondiale, quando gli uomini e le donne che avevano servito nelle forze armate hanno approfittato della possibilità di stabilirsi in città più grandi. Le enclave gay e lesbiche, descritte da un articolo di giornale come "le donne con i capelli corti e gli uomini con i capelli lunghi" hanno sviluppato una sottocultura distinta attraverso i seguenti due decenni.
Il proibizionismo ha inavvertitamente benefiuciato i locali gay, in quanto il bere alcol di nascosto è stato associato insieme ad altri comportamenti ritenuti immorali. New York fece approvare leggi contro l'omosessualità nelle imprese pubbliche e private, ma in quanto l'alcol aveva una forte domanda, gli Speakeasy (proibizionismo) ed altri locali di bevande alcoliche improvvisati erano così numerosi e fissati solo temporaneamente in loco che le autorità non erano in grado di sorvegliarli tutti.

#### Chelsea
Chelsea è uno dei quartieri più gay friendly dell'intera New York. Molti gay nel corso degli anni '90 si spostarono nel quartiere di Chelsea da quello di Greenwich Village come un'alternativa meno costosa; a seguito di questo movimento migratorio i prezzi delle case a Chelsea sono aumentati drammaticamente tanto da rivaleggiare con quelli del West Village.

#### Hell's Kitchen
Lo stesso fenomeno costituito dalla concentrazione a Greenwich Village, che ha creato successivamente un forte centro gay a Chelsea, a sua volta generò un centro gay nei dintorni di Hell's Kitchen e nel West Side di Midtown Manhattan a nord di Chelsea. La "Metropolitan Community Church of New York", orientata verso la comunità LGBT, si trova a Hell's Kitchen.

### Brooklyn
Brooklyn è la patria di un grande e crescente numero di coppie che hanno effettuato il matrimonio tra persone dello stesso sesso a New York, legalizzato in data 24 giugno 2011, e sono stati autorizzati ad insediarvisi a partire dai 30 giorni successivi. Il quartiere di Park Slope ha beneficiato della crescente popolarità da parte delle lesbiche di Brooklyn, e Prospect Heights ha una buona presenza residenziale LGBT. Numerosi quartieri sono infine diventati nel tempo sede di comunità LGBT.

### Queens
Astoria (New York) ospita un'emergente presenza LGBT. Il Queens sta diventando una destinazione per le persone LGBT con prezzi di costo minori rispetto agli alloggi di Brooklyn.

### Altrove nell'area metropolitana di New York
Mentre la comunità LGBTQ ha raggiunto un più elevato status socio-economico ed una maggiore influenza politica nel corso dei decenni, essa si è spostata al di fuori dei confini cittadini per spargersi in tutta l'area metropolitana di New York. La contea di Westchester in particolare ha dato il via a diversi Gay Village in concomitanza alle piccole cittadine a più bassa densità abitativa di Hastings-on-Hudson, Dobbs Ferry, Irvington e Tarrytown (New York). Sono emersi vari villaggi gay anche lungo il corso del fiume Hudson, nello stato americano del New Jersey ad Asbury Park, Maplewood (New Jersey), Montclair (New Jersey) e Lambertville (New Jersey).

## Gay Pride
La parata annuale del Gay Pride di New York attraversa tutta la città verso sud lungo la Quinta Strada e termina al Greenwich Village. La marcia passa dal sito dello Stonewall Inn a Chistopher Street, il luogo ove si svolse il raid poliziesco nel 1969 che ha lanciato il moderno movimento per i diritti LGBT.
La marcia, il rally, la PrideFest (festival) e la danza sul molo sono i principali eventi del Pride Week newyorkese. A partire dal 1984 l'Heritage of Pride (HOP) è stato il promotore ed organizzatore degli eventi riguardanti l'Orgoglio Gay a New York.